# Vladimír Pirošík
Vladimír Pirošík (25. srpna 1926 - 1998) byl slovenský a československý politik Komunistické strany Slovenska, vedoucí tajemník strany ve Středoslovenském kraji a poslanec Sněmovny lidu Federálního shromáždění za normalizace.

## Biografie
Členem komunistické strany byl od roku 1945. V roce 1963 absolvoval stranickou školu ÚV KSSS v Moskvě. Funkcionářskou dráhu započal na pozici úředníka a ředitele Okresní lesní správy v Žilině v letech 1947-1955. V letech 1955-1958 byl předsedou ONV v Žilině, v letech 1958-1960 vedoucím tajemníkem Okresního výboru KSS v Žilině, v letech 1968-1969 tajemníkem a od ledna roku 1969 vedoucím tajemníkem Krajského výboru KSS pro Středoslovenský kraj (na tomto postu se připomíná i k roku 1971 a 1976). V letech 1969-1971 byl zároveň členem sekretariátu ÚV KSS a od roku 1969 i předsedou Krajského výboru Národní fronty pro Středoslovenský kraj. V roce 1973 získal Řád Vítězného února, v roce 1976 Řád práce.
V letech 1968-1989 se uvádí jako účastník zasedání Ústředního výboru Komunistické strany Slovenska. Zastával i stranické posty na celostátní úrovni. K 28. lednu 1970 byl kooptován za člena Ústředního výboru Komunistické strany Československa. Ve funkci ho potvrdil XIV. sjezd KSČ, XV. sjezd KSČ, XVI. sjezd KSČ a XVII. sjezd KSČ.
Ve volbách roku 1971 zasedl do Sněmovny lidu (volební obvod č. 164 - Banská Bystrica, Středoslovenský kraj). Mandát obhájil ve volbách roku 1976 (obvod Banská Bystrica), volbách roku 1981 (Banská Bystrica) a volbách roku 1986 (obvod Banská Bystrica). Ve FS setrval do ledna 1990, kdy rezignoval v rámci procesu kooptace do Federálního shromáždění po sametové revoluci.